# Wezembeek-Oppem
Wezembeek-Oppem is een faciliteitengemeente in de Belgische provincie Vlaams-Brabant. De gemeente is een samensmelting van het vroegere Oppem en Wezembeek en telt ruim 14.000 inwoners. Net als buurgemeente Kraainem is Wezembeek-Oppem vergroeid met de Brusselse agglomeratie, en bijgevolg ook sterk verstedelijkt en verfranst. Het is de enige faciliteitengemeente in de Brusselse Rand die niet aan het Brussels Hoofdstedelijk Gewest grenst, al ligt de Brusselse gemeente Sint-Pieters-Woluwe op sommige plaatsen maar een paar honderd meter verwijderd. Tussen beide gemeenten ligt een smalle strook die tot het grondgebied van Kraainem behoort. 

## Geschiedenis
Oppem ontstond als gehucht aan de noordkant van de latere steenweg tussen Mechelen en Tervuren, hogerop in de vallei van de Wezembeek. De kern van Wezembeek ontstond tussen de kernen van Sterrebeek, Kraainem en Oppem, direct verbonden met de nabijgelegen kern van Kraainem en de vallei van de Woluwe via wat nu de Alfons Lenaertsstraat is. Op de Ferrariskaart vindt men Oppem terug als deel van de parochie van Wezembeek. In die tijd waren Wezembeek en Oppem ook met Stokkel verbonden via een landweg.
Onder het ancien régime waren Wezembeek en Oppem, hoewel ze één parochie vormden, twee verschillende heerlijkheden. Ze vielen juridisch onder de meierij van Vilvoorde (in het kwartier van Brussel van het hertogdom Brabant). De heerlijkheid Oppem was in 1234 door de heren van Dongelberg aan de abdij van Villers geschonken, en bleef tot het einde van het ancien régime tot de bezittingen van de abdij behoren. Wezembeek daarentegen werd van de 12e tot de 14e eeuw bestuurd door de gelijknamige familie ‘van Wezembeek’. Nadat de heerlijkheid enkele keren van eigenaar veranderd was, kwam ze in 1695 door Gaspar de Burbure verworven. Zijn nazaten bestuurden Wezembeek tot het einde van het ancien régime en heten tot op vandaag ‘de Burbure de Wesembeek’.
Na 1796, de tijd van de annexatie bij Frankrijk, werd Wezembeek-Oppem als gemeente bij het kanton Sint-Stevens-Woluwe van het Dijledepartement ingedeeld. Het blijft tot op vandaag een onafhankelijke gemeente, die nu bij de provincie Vlaams-Brabant ingedeeld is. Net als de andere faciliteitengemeenten werd het buiten de fusiegolf van 1976-1977 gehouden.

## Bezienswaardigheden
- De Sint-Pieterskerk in Wezembeek, met een romaanse westertoren en een gotisch koor en een kerkorgel van Adrianus Rochet uit Nijvel (1793).
- Het Sint-Pietersplein (beschermd sinds 1982 als dorpsgezicht), met enkele huizen met een 17e- of 18e-eeuwse kern en de voormalige pastorie.
- De Sint-Jozefskerk (1959), ontworpen door architect Robert Schuiten.
- De Heilig Hartkerk (1959)
- De neogotische Sint-Michaël en Sint-Jozefskerk (1910) in Oppem, staat naast het passionistenklooster.
- Het Kasteel en het Domein de Burbure, een waterkasteel dat in 1902 gedeeltelijk uitbrandde en door architect Fernand Symons werd heropgebouwd.
- Het Kasteel van Oppem, vandaag beter bekend als Kasteel de Grunne, met het omliggende kasteelpark (U-vormig kasteel met neorococoversiering uit 1870-1880).
- Witgekalkte hoeve de Kam, een 17e-eeuwse brouwerij, die tussen 1982 en 1992 tot Cultureel Centrum van de Vlaamse Gemeenschap verbouwd werd.

## Natuur en landschap
Het sterk verstedelijkte Wezembeek-Oppem ligt op het Brabants Plateau op een hoogte van 47-102 meter. De bebouwing is vastgegroeid aan de Brusselse agglomeratie en slechts de omgeving van Kasteel de Burbure toont nog enkele waterlopen.

## Demografische ontwikkeling
- Bronnen:NIS, Opm:1831 tot en met 1981=volkstellingen; 1990 en later= inwonertal op 1 januari

| Inwoners van jaar tot jaar op 1 januari 1992 tot heden | Inwoners van jaar tot jaar op 1 januari 1992 tot heden | Inwoners van jaar tot jaar op 1 januari 1992 tot heden |
| jaar                                                   | Aantal                                                 | Evolutie: 1992=index 100                               |
| ------------------------------------------------------ | ------------------------------------------------------ | ------------------------------------------------------ |
| 1992                                                   | 13.261                                                 | 100,0                                                  |
| 1993                                                   | 13.336                                                 | 100,6                                                  |
| 1994                                                   | 13.432                                                 | 101,3                                                  |
| 1995                                                   | 13.613                                                 | 102,7                                                  |
| 1996                                                   | 13.623                                                 | 102,7                                                  |
| 1997                                                   | 13.680                                                 | 103,2                                                  |
| 1998                                                   | 13.674                                                 | 103,1                                                  |
| 1999                                                   | 13.571                                                 | 102,3                                                  |
| 2000                                                   | 13.622                                                 | 102,7                                                  |
| 2001                                                   | 13.689                                                 | 103,2                                                  |
| 2002                                                   | 13.644                                                 | 102,9                                                  |
| 2003                                                   | 13.510                                                 | 101,9                                                  |
| 2004                                                   | 13.469                                                 | 101,6                                                  |
| 2005                                                   | 13.475                                                 | 101,6                                                  |
| 2006                                                   | 13.504                                                 | 101,8                                                  |
| 2007                                                   | 13.496                                                 | 101,8                                                  |
| 2008                                                   | 13.500                                                 | 101,8                                                  |
| 2009                                                   | 13.637                                                 | 102,8                                                  |
| 2010                                                   | 13.682                                                 | 103,2                                                  |
| 2011                                                   | 13.705                                                 | 103,3                                                  |
| 2012                                                   | 13.830                                                 | 104,3                                                  |
| 2013                                                   | 13.924                                                 | 105,0                                                  |
| 2014                                                   | 13.894                                                 | 104,8                                                  |
| 2015                                                   | 14.032                                                 | 105,8                                                  |
| 2016                                                   | 14.095                                                 | 106,3                                                  |
| 2017                                                   | 14.044                                                 | 105,9                                                  |
| 2018                                                   | 14.021                                                 | 105,7                                                  |
| 2019                                                   | 14.258                                                 | 107,5                                                  |
| 2020                                                   | 14.269                                                 | 107,6                                                  |
| 2021                                                   | 14.254                                                 | 107,5                                                  |
| 2022                                                   | 14.488                                                 | 109,3                                                  |
| 2023                                                   | 14.608                                                 | 110,2                                                  |
| 2024                                                   | 14.742                                                 | 111,2                                                  |
| 2025                                                   | 14.760                                                 | 111,3                                                  |

## Politiek

### Resultaten gemeenteraadsverkiezingen sinds 1976
| Partij                                                      | 10-10-1976 | 10-10-1976 | 10-10-1982 | 10-10-1982 | 9-10-1988 | 9-10-1988 | 9-10-1994 | 9-10-1994 | 8-10-2000 | 8-10-2000 | 8-10-2006 | 8-10-2006 | 14-10-20122 | 14-10-20122 | 14-10-2018 | 14-10-2018 | 13-10-2024 | 13-10-2024 |
| Stemmen / Zetels                                            | %          | 21         | %          | 23         | %         | 23        | %         | 23        | %         | 23        | %         | 23        | %           | 23          | %          | 23         | %          | 23         |
| ----------------------------------------------------------- | ---------- | ---------- | ---------- | ---------- | --------- | --------- | --------- | --------- | --------- | --------- | --------- | --------- | ----------- | ----------- | ---------- | ---------- | ---------- | ---------- |
| WEB-UBW1 / Gemeentelijke Eendracht-Entente communale2 / LB3 | 66,191     | 14         | 26,212     | 7          | 39,593    | 9         | 38,753    | 9         | 19,622    | 4         | -         |           | -           |             | -          |            | -          |            |
| ADF1 / UF2 / LB-UFA / LB-UnionB                             | -          |            | -          |            | 34,581    | 8         | 41,742    | 10        | 57,81A    | 16        | 75,97B    | 18        | 77,68B      | 19          | 76,7B      | 18         | 43,6B      | 10         |
| Democraten Wezembeek-Oppem1 / OPENC / WO PlusD              | 33,811     | 7          | 28,631     | 8          | 25,831    | 6         | 19,511    | 4         | 17,01     | 3         | 24,03C    | 5         | 22,32D      | 4           | 23,3D      | 5          | 9,1D       | 1          |
| Horizon                                                     | -          |            | -          |            | -         |           | -         |           | -         |           | -         |           | -           |             | -          |            | 47,4       | 12         |
| Alliance-Wezembeek-Bruxelles                                | -          |            | 25,39      | 6          | -         |           | -         |           | -         |           | -         |           | -           |             | -          |            | -          |            |
| UDF                                                         | -          |            | 12,55      | 2          | -         |           | -         |           | -         |           | -         |           | -           |             | -          |            | -          |            |
| ECOLEV                                                      | -          |            | -          |            | -         |           | -         |           | 5,57      | 0         | -         |           | -           |             | -          |            | -          |            |
| JRWO                                                        | -          |            | 2,3        | 0          | -         |           | -         |           | -         |           | -         |           | -           |             | -          |            | -          |            |
| UDRT                                                        | -          |            | 4,92       | 0          | -         |           | -         |           | -         |           | -         |           | -           |             | -          |            | -          |            |
| Totaal stemmen                                              | 7619       | 7619       | 7737       | 7737       | 7910      | 7910      | 7739      | 7739      | 7720      | 7720      | 7953      | 7953      | 7472        | 7472        | 7868       | 7868       | 6264       | 6264       |
| Opkomst %                                                   |            |            |            |            | 91,7      | 91,7      | 91,69     | 91,69     | 90,03     | 90,03     | 92,35     | 92,35     | 89,04       | 89,04       | 88,9       | 88,9       | 68,9       | 68,9       |
| Blanco en ongeldig %                                        | 8,7        | 8,7        | 3,93       | 3,93       | 3,73      | 3,73      | 4,37      | 4,37      | 4,21      | 4,21      | 3,04      | 3,04      | 4,08        | 4,08        | 6,8        | 6,8        | 2,7        | 2,7        |

De zetels van de gevormde coalitie staan vetjes afgedrukt. De grootste partij is in kleur.

### Burgemeesters
- 1926-1940: Eugène de Hemricourt de Grunne
- 1947-1995: Baudouin de Hemricourt de Grunne[7] (Gemeentelijke Eendracht - Entente communale)
- 1995-2013: François van Hoobrouck d'Aspre (LB Union)
(Vanaf 2007 niet benoemd door de Vlaamse Regering omdat hij de taalwetgeving niet respecteerde)
- 2013-2024: Frédéric Petit (LB Union)
(Wel benoemd door de Vlaamse Regering)
- 2024-heden: Nicolas Celis (Horizon)

## Cultuur

### Taal
Net als buurgemeente Kraainem kent Wezembeek-Oppem een sterke verfransing. Het is de enige faciliteitengemeente in de rand rond Brussel die niet aan het Brussels Hoofdstedelijk Gewest grenst, al ligt de Brusselse gemeente Sint-Pieters-Woluwe op sommige plaatsen maar een paar honderd meter verwijderd. Tussen beide gemeenten ligt een smalle strook die tot het grondgebied van Kraainem behoort.

## Mobiliteit

### Openbaar vervoer
Er is een tramlijn van de MIVB naar Brussel. Tram 39 vertrekt aan de halte Ban Eik, genoemd naar de gelijknamige wijk, en rijdt tot het Montgomeryplein in Sint-Pieters-Woluwe. Ook zijn er twee MIVB-buslijnen (76 en 77) die de gemeente verbinden met het metrostation Kraainem. Met De Lijn kun je met buslijnen de 830 en 410 zowel naar de luchthaven in Zaventem als naar Leuven, Brussel Noord en de druivenstreek reizen.

### Wegennet
- De Brusselse Ring R0 heeft een afrit ter hoogte van Wezembeek-Oppem.

## Onderwijs

### Kleuter- en lager onderwijs
- De gemeentelijke Nederlandstalige basisschool De Letterbijter
- De gemeentelijke Franstalige basisschool La Fermette
- Twee Franstalige katholieke basisscholen: École Notre-Dame de la Trinité en Institut Saint-Georges
- De kleuterschool en lagere school van het Heilig-Hartcollege
- De Internationale Duitse School van Brussel (iDSB)

### Secundair onderwijs
- Het Heilig-Hartcollege
- De Internationale Duitse School van Brussel (iDSB)

## Nabijgelegen kernen
Kraainem, Sterrebeek, Tervuren
Aarschot · Affligem · Asse · Beersel · Begijnendijk · Bekkevoort · Bertem · Bever · Bierbeek · Boortmeerbeek · Boutersem · Diest · Dilbeek · Drogenbos · Geetbets · Glabbeek · Grimbergen · Haacht · Halle · Herent · Hoegaarden · Hoeilaart · Holsbeek · Huldenberg · Kampenhout · Kapelle-op-den-Bos · Keerbergen · Kortenaken · Kortenberg · Kraainem · Landen · Lennik · Leuven · Liedekerke · Linkebeek · Linter · Londerzeel · Lubbeek · Machelen · Meise · Merchtem · Opwijk · Oud-Heverlee · Overijse · Pajottegem · Pepingen · Roosdaal · Rotselaar · Scherpenheuvel-Zichem · Sint-Genesius-Rode · Sint-Pieters-Leeuw · Steenokkerzeel · Ternat · Tervuren · Tielt-Winge · Tienen · Tremelo · Vilvoorde · Wemmel · Wezembeek-Oppem · Zaventem · Zemst · Zoutleeuw

België: Provincies · Gemeenten